# Баранцов, Александр Алексеевич
Граф Александр Алексеевич Баранцов (23 мая (4 июня) 1810 года — 27 сентября (9 октября) 1882 года) — российский генерал от артиллерии, начальник Главного артиллерийского управления.

## Биография
Происходил из дворян Смоленской губернии, родился 23 мая 1810 года.
20 декабря 1823 года поступил в Михайловское артиллерийское училище юнкером, по окончании основного курса 11 февраля 1827 года был произведён в прапорщики и зачислен в 20-ю конно-артиллерийскую роту. Оставлен при училище для обучения в офицерских классах; за отличие в науках 6 января 1828 года произведён в подпоручики. По завершении обучения в офицерских классах был произведён в прапорщики лейб-гвардии зачислен в Лейб-гвардии 1-ю артиллерийскую бригаду, с оставлением преподавателем артиллерии при училище. Последовательно получил чины подпоручика (28 января 1833 года) и поручика (28 января 1834 года).
20 февраля 1835 года был командирован на Кавказ и здесь, принял участие в весенней экспедиции за Кубань против горцев в составе отряда генерал-лейтенанта С. С. Малиновского. Затем, находясь в Закубанском отряде генерал-лейтенанта А. А. Вельяминова был при занятии аулов Науч-Хабль и Сада-Хабль. Осенью того же года Баранцов участвовал в движении отряда генерал-майора Н. А. Штейбе для уничтожения аулов Абрек-Хабль, Хусит-Хабль, Баста-Хабль и Харот-Хабль; вернувшись в лагерь в составе колонны полковника А. Г. Пирятинского, Баранцов тут же под началом генерала Малиновского отправился в набег против шапсугов в Азиепское ущелье и находясь под непосредственным командованием полковника Н. И. Горского отличился при разгроме аулов Талух-Хоток и Оз-Хабль. За отличие в походах против Горцев получил 31 мая 1836 года орден св. Владимира 4-й степени с бантом.

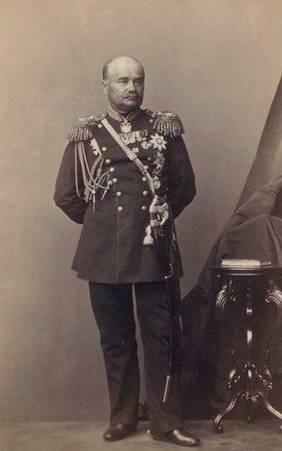
А. А. Баранцов (1865)

Вернувшись в начале 1836 года в Санкт-Петербург, Баранцов был 11 января произведён в штабс-капитаны и 6 июля — в капитаны. Выполняя ряд Высочайших поручений по ознакомлению строевых частей с различными вопросами артиллерийского дела, Баранцов в ноябре 1841 года получил в командование батарею № 1 Лейб-гвардии 1-й артиллерийской бригады, 22 августа 1842 года произведён в полковники и 22 июня 1847 года — назначен адъютантом к Его Императорскому Величеству генерал-фельдцейхмейстеру, с определением в следующем году присутствующим членом артиллерийского отделения Военно-ученого комитета.
3 апреля 1849 года состоялось производство его в генерал-майоры и за отличное выполнении ряда Высочайших поручений — зачисление 19 сентября в свиту Его Величества, после чего в 1852 году он был назначен исправляющим должность начальника артиллерии в Свеаборге, а в следующем году — заведующим всей артиллерией в Финляндии. 26 ноября 1851 года награждён орденом св. Георгия 4-й степени № 8596 за беспорочную выслугу 25 лет в офицерских чинах.
При бомбардировке Свеаборга англо-французским флотом 28 и 29 июля 1855 года Баранцов лично руководил действиями крепостной артиллерии.
В том же году, 30 августа Баранцов был пожалован званием генерал-адъютанта. С началом 1856 года назначен начальником штаба генерал-фельцейхмейстера. В 1857 году произведен в генерал-лейтенанты.

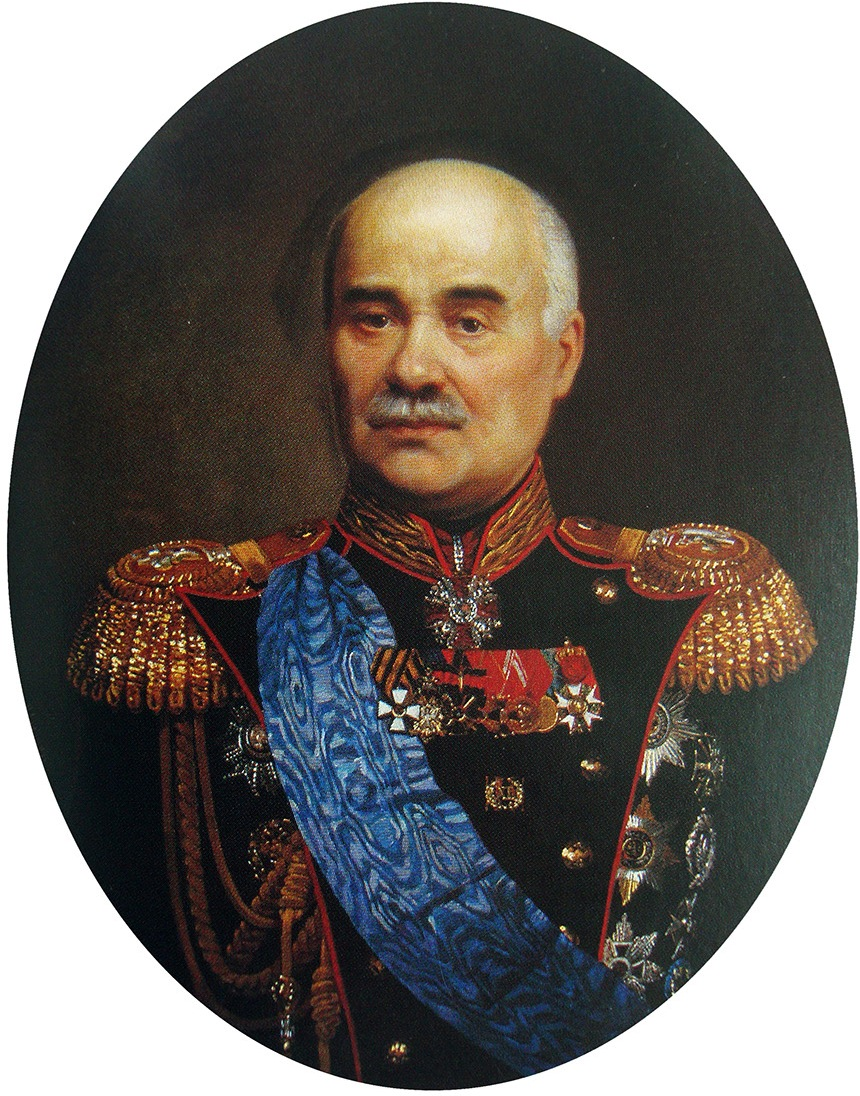
А. А. Баранцов (1872)
на портрете И. А. Тюрина

В 1862 году, по слиянии штаба генерал-фельцейхмейстера с артиллерийским департаментом военного министерства, определен на пост начальника Главного артиллерийского управления и, сохраняя звание товарища генерал-фельцейхмейстера, вступил, по отбытии великого князя Михаила Николаевича в 1863 году на Кавказ, в самостоятельное управление всеми частями артиллерийского ведомства. 14 января 1863 года удостоен высочайшей благодарности за сочинение «Краткий обзор по преобразованиям по артиллерии с 1856 по 1863 г.» (СПб., 1863).
Период пребывания Баранцова в сфере указанных полномочий совпал с эпохою коренных преобразований в артиллерии, послуживших к полному перерождению всех её отраслей. События Крымской войны 1853—1856 годов и похода в Турцию 1877—1878 годов указали на желательность многих реформ в артиллерийском деле, что и было достигнуто благодаря редкой энергии и просвещённой деятельности генерала Баранцова, успевшего три раза перевооружить артиллерию (французская система, система прусская и дальнобойные орудия полевой артиллерии), дать пехоте несколько систем ружей, наряду с этим переделать всю материальную часть артиллерии. Также не остались забытыми внутренняя организация последней, технические заведения и все прочие отрасли артиллерийского дела.
Выдающаяся деятельность Баранцова доставила ему ряд наград. 20 мая 1868 года он произведён в генералы от артиллерии, 25 ноября 1870 года получил орден св. Владимира 1-й степени с мечами и милостивый рескрипт Государя, 30 августа 1875 года — орден св. Андрея Первозванного, 11 февраля 1877 года, в день 50-летия службы, — назначен шефом 2-й батареи Лейб-гвардии 1-й артиллерийской бригады и получил новый рескрипт и, наконец, в день 25-летия пребывания в должности начальника главного управления, 19 февраля 1881 года — возведен с нисходящим потомством в графское достоинство.
Многосложные занятия, однако, понудили графа искать отдыха; 10 июня того же года он был уволен от занимаемых должностей и назначен членом Государственного совета. В этом звании граф Баранцов и скончался 27 сентября 1882 года. Был похоронен в Санкт-Петербурге на кладбище Новодевичьего монастыря; могила утрачена.

## Награды
Среди прочих наград имел:
- Орден Святого Станислава 2-й степени (25 марта 1840 года),
- Орден Святой Анны 2-й степени (31 декабря 1845 года),
- Орден Святого Владимира 3-й степени (6 декабря 1851 года),
- Орден Святого Станислава 1-й степени (6 декабря 1853 года),
- Орден Святой Анны 1-й степени (6 декабря 1854 года),
- Орден Святого Владимира 2-й степени (28 августа 1856 года),
- Орден Белого орла (8 сентября 1859 года),
- Орден Святого Александра Невского (7 декабря 1862 года, алмазные знаки к этому ордену пожалованы 4 апреля 1865 года).

## Семья
22 января 1850 года А. А. Баранцов женился на дочери отставного капитана А. П. Коробьина Софье Александровне (1823—1896); у них были дети:
- Наталия (1850—1873), замужем за П. А. Бильдерлингом),
- Вера (1852—1860),
- Екатерина (1855—после 1917, фрейлина, замужем за генерал-майором Н. Н. Мартыновым),
- Михаил (1857—1921, генерал от артиллерии, участник Первой мировой войны, командир 11-го армейского корпуса)[2].